# Hugh Percy Wilkins
Hugh Percy Wilkins (4 de diciembre de 1896 – 23 de enero de 1960), fue un astrónomo aficionado gales, especialista en la observación lunar. Realizó uno de los mapas más detallados de la luna, mucho antes de que empezara la época espacial con el (programa Apolo. Su catálogo lunar tenía un diámetro de 300 pulgadas (cerca de 7,6 metros).

## Semblanza
Nació en Carmarthen, donde recibió su primera educación y durante la I Guerra Mundial sirvió en el Real Cuerpo de Artillería. Estuvo a cargo de la dirección de la British Astronomical Association en 1918. 
Junto al español Antonio Paluzíe Borrel fundó en julio de 1956 la Sociedad Lunar Internacional -ILAS- (International Lunar Astronomical Society), con sedes en Barcelona y Bewleyheath (Inglaterra). 

## Obra
- Junto con Patrick Moore fue autor de The Moon, mapa cartográfico de la luna publicado en 1955.

## Eponimia
- El cráter lunar Wilkins lleva este nombre en su memoria.[2]